# AML装甲車
AML装甲車（フランス語：l'AutoMitrailleuse Légère）は、フランスのパナール社で設計された四輪の装輪装甲車・偵察戦闘車である（パナールにおける社内コードはAML 245）。
機動性が高いためにAML 60/90共に迅速な偵察行動と火力支援が可能であり、高性能な無線機を装備し、夜間作戦時には暗視装置の装備も可能であった。

## 開発と概要
1950年代、フランス軍は偵察任務にイギリス製のフェレット装甲車を装備していたが、機関銃1挺のみという貧弱な武装ゆえに威力偵察を行うのに難点が多かったため、独自に偵察用装甲車の開発を行うことを決定し、パナール社は1960年にAML装甲車の開発を開始した。
AML装甲車はフランス軍に制式採用された上に、輸出においても30ヶ国以上で4,000両以上が導入されるという大成功を収めた。さらに、南アフリカでEland 60/90として1,300両がライセンス生産された。
フランス軍ではEBR装甲車よりも小型軽量である点を買われて空挺部隊や山岳部隊、海外駐屯部隊などに配備されていたが、1970年代末から新型のERC 90 Sagaieに更新されて退役した。

## 派生型

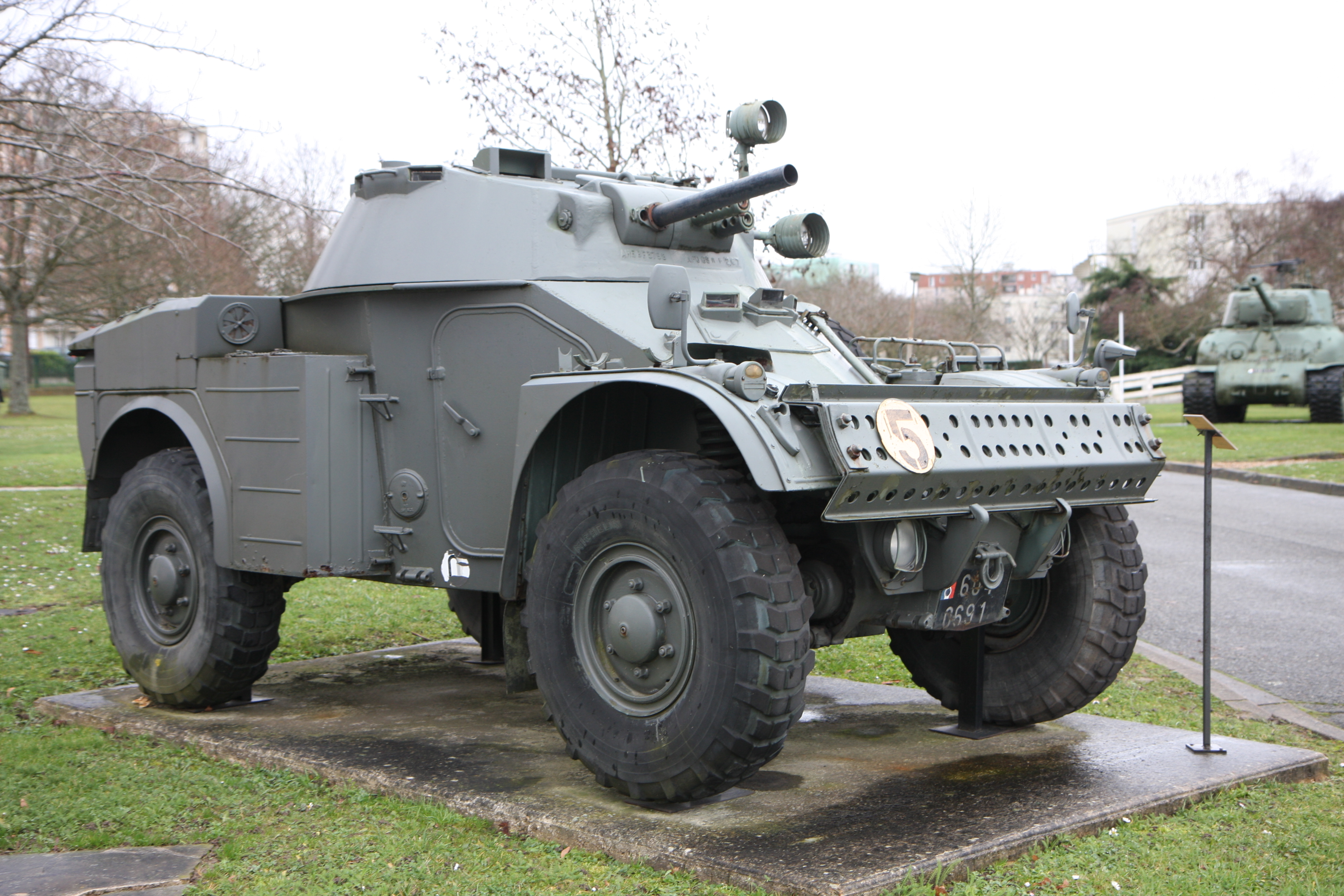
機動憲兵隊が用いたAML-60

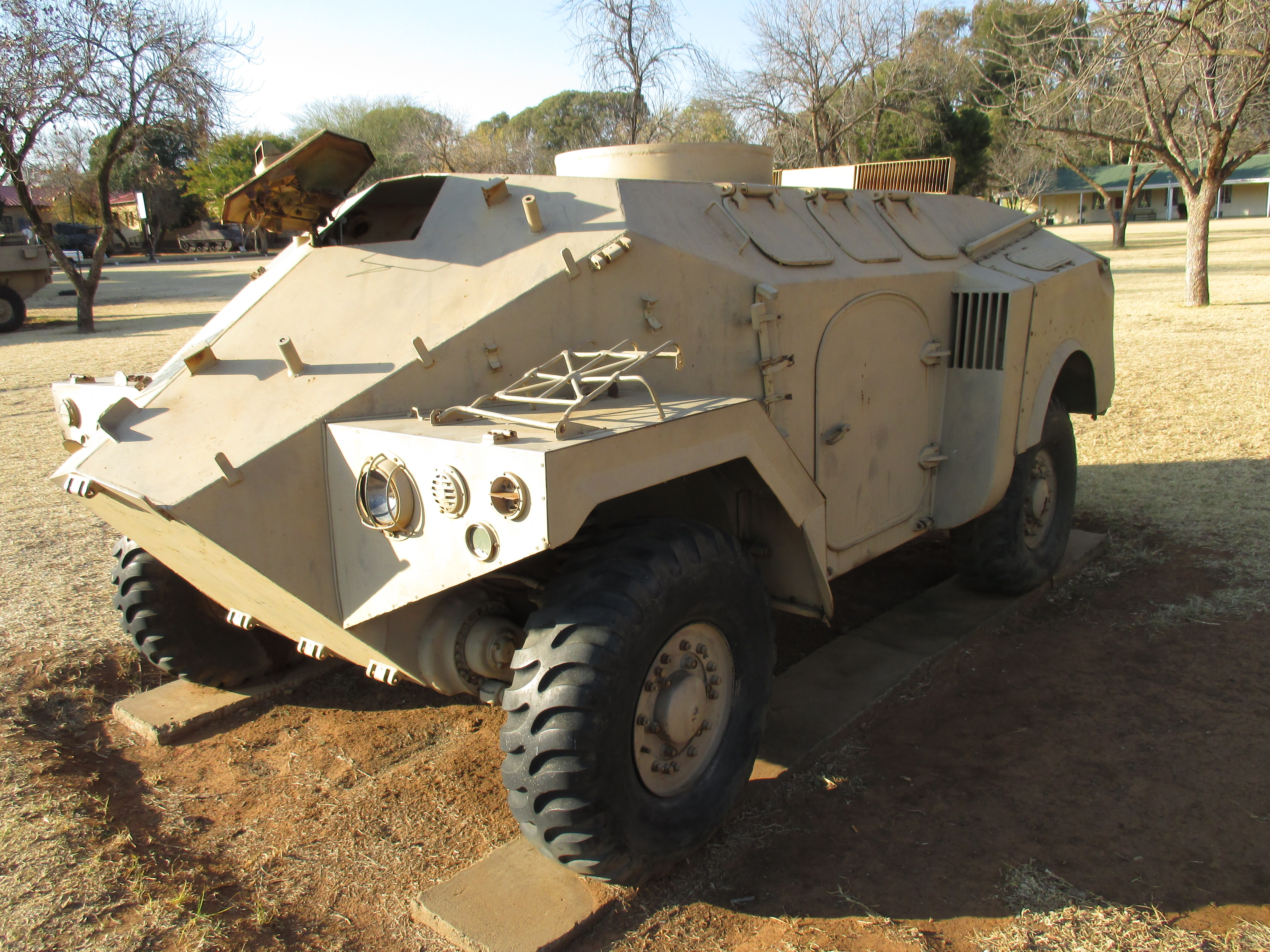
ブルームフォンテーンの南アフリカ機甲博物館（South African Armour Museum）に展示されるパナール M3

AML装甲車の派生型は、基本的に武装の違いだけであり、車体の構成（前部に操縦士、砲塔に車長と砲手が乗り込み、左右に昇降用ドア、後部にエンジン）は共通である。
AML 60
60mm迫撃砲と2挺の7.62mm機関銃を装備。
AML 60 HE60-7
60mm迫撃砲と2挺の12.7mm重機関銃を装備。
AML 60 HE60-12
60mm迫撃砲と1挺の12.7mm重機関銃を装備。
AML 60 HE60-20
60mm迫撃砲と1門の20mm機関砲を装備
AML 60 S530
2門の20mm機関砲を装備した自走式対空砲。ベネズエラで運用された。
AML 90
主武装に90mmカノン砲を装備。
AML 90 Lynx
GIAT F1 90mmカノン砲を搭載したイスパノ・スイザ社製の砲塔を装備した派生型で、暗視装置とレーザー測距儀を装備している。
AML 20
比較的最近開発された派生型。AML 60の砲塔を搭載しており、60mm迫撃砲を20mm機関砲に換装している。アイルランド国防軍のみで運用されている。
Eland 60
AML 60 HE60-7相当の、南アフリカ製派生型。
Eland 90
AML 90 Lynx相当の、南アフリカ製派生型。
Eland 20
AML 20相当の、南アフリカ製派生型。
パナールM3 装甲兵員輸送車
AML装甲車の車体を流用した装甲兵員輸送車。部品の95%が共通であるため、調達維持費用の削減と共通の予備部品による整備性と稼働率の向上のためにAML装甲車とセットで購入する国が多かった。尚、フランス陸軍では採用されていない。

## 運用国
ヨーロッパ
- フランス
- アイルランド - アイルランド陸軍がAML-20、AML-90を運用[1]。退役済み[2]。
- スペイン
- ボスニア・ヘルツェゴビナ
- ポルトガル

中央・南アメリカ
- アルゼンチン
- エクアドル
- エルサルバドル - 2024年時点で、エルサルバドル陸軍が5両のAML-90を保有し、他に4両が保管中[3]。
- メキシコ
- ベネズエラ

アジア地域
- バーレーン
- イラク
- イスラエル - 1960年代にAML 90を運用[4]。現在ラトルン戦車博物館に展示。
- サウジアラビア
- アラブ首長国連邦
- イエメン
- レバノン - 2024年時点で、レバノン陸軍が55両のAMLを保有[5]。
- ミャンマー
- マレーシア

アフリカ
- エジプト
- チュニジア
- アルジェリア
- モロッコ - 2024年時点で、モロッコ陸軍が38両のAML-60-7、190両のAML-90、16両のElandを保有[6]。
- ブルキナファソ
- ブルンジ
- チャド
- コートジボワール
- ジブチ
- ガボン
- ケニア
- レソト
- マラウイ - 2024年時点で、マラウイ陸軍が30両のEland 90を保有[7]。
- モーリタニア
- ナイジェリア
- ルワンダ
- セネガル
- ソマリア
- 南アフリカ共和国
- スーダン
- トーゴ
- ジンバブエ

## 実戦投入
AML 60/90は、以下の戦争や地域紛争で実戦投入された。
- ポルトガル植民地（ギニアビサウ、アンゴラ、モザンビーク）の独立戦争：ポルトガル軍が使用。
- ローデシア紛争：白人主体のローデシア政府軍が使用。
- アンゴラ内戦：同内戦に介入した南アフリカが使用。
- 西サハラ問題：モロッコ軍とモーリタニア軍が主に装備していたが、ポリサリオ戦線も鹵獲した車両を運用。
- 第三次中東戦争：イスラエル陸軍が使用[4]。
- レバノン内戦：レバノン陸軍と治安部隊が使用。
- フォークランド紛争：アルゼンチン軍が使用。
- ミャンマー内戦：ミャンマー軍が使用。

さらに、フランス軍もレバノン内戦やチャド内戦への介入などで使用した。

## 登場作品

### 映画
『ジャッカルの日』
フランス陸軍所属のAML 60が登場。パリ解放記念式典のパレードに参加している。
作中では、実際のパレードに参加する実物を撮影した映像が映されている。

### アニメ・漫画
『KILLER APE（キラーエイプ）』
主人公の坂本哲平の敵のWSECとアルゼンチン軍の装備として登場。